# René Doyon
René Doyon (né vers 1963) est un astrophysicien québécois né à Thetford Mines, professeur au Département de physique de l'Université de Montréal. Il dirige l'Observatoire du Mont-Mégantic et l'Institut de recherche sur les exoplanètes (iREx).

## Biographie
En 2008, Radio-Canada décerne à René Doyon, ainsi qu'à Christian Marois et David Lafrenière, le titre de scientifique de l'année de Radio-Canada pour la réalisation de la première photographie d'un système solaire autre que le nôtre. Grâce à la technique de l'imagerie angulaire différentielle qu'ils ont eux-mêmes développée, ils ont capté l'image de trois planètes plus grosses que Jupiter. Ces planètes gravitent autour de l'étoile HR 8799, située à 130 années-lumière de la Terre.
En 2017, il sera « l'un des quatre chercheurs principaux impliqués dans la construction du télescope James-Webb ».
Le chercheur est reconnu pour son expertise en instrumentation relative à l'astronomie infrarouge. Les instruments qu'il a mis au point sont aujourd'hui largement utilisés par les astronomes qui réalisent des observations infrarouges.

## Honneurs
- 2008 :  Scientifique de l'année par la Société Radio-Canada[5]
- 2011 : Médaille d'honneur de l'Assemblée nationale[6]
- 2017 : Prix Acfas Urgel-Archambault
- 2023 : Scientifique de l'année par la Société Radio-Canada[7]
- 2024 : Prix Marie-Victorin